# Noma (Floryda)
Noma – miasto w Stanach Zjednoczonych, w stanie Floryda, w hrabstwie Holmes.